# Nacala Porto
Nacala ou Nacala Porto é uma cidade portuária na província de Nampula, em Moçambique. A cidade é um dos 65 municípios de Moçambique, com um governo local eleito, e também um distrito, que administra as competências do governo central. De acordo com o Censo de 2007, Nacala tem uma população de 206.449 habitantes.

## Economia
A cidade é a ponta principal do mega-empreendimento logístico chamado "Corredor Logístico de Nacala" (ou "Corredor Logístico do Norte"), que além de ferrovia, inclui rodovias, portos e aeroportos, numa tentativa de formar uma nova dinâmica económica para o norte da nação.

## Infraestrutura

### Transportes
Servida por uma gama de infraestruturas logísticas, sua grande estrela é o complexo portuário de Nacala, que está localizado na baía de Bengo, tendo uma profundidade tão elevada que permite a movimentação de navios 24 horas por dia, sendo um dos mais importantes da costa oriental de África.
O porto serve como terminal de escoamento do Caminho de Ferro de Nacala, uma linha férrea que liga a cidade ao Maláui, bem como às localidades de Nampula, de Lichinga (no Niassa) e de Moatize, já na província de Tete. De Moatize cargas de carvão mineral são extraídas e escoadas pelos portos da cidade.
A cidade ainda dispõe do Aeroporto de Nacala, que era um antigo aeródromo militar, que passou por uma grande reforma para convertê-lo em uso comercial.